# 中臺瑞真
中臺 瑞真（なかだい ずいしん、1912年8月8日 - 2002年4月23日）は、日本の木工芸家。
重要無形文化財「木工芸」の保持者に認定（いわゆる人間国宝）。木工芸の人間国宝としては大野昭和斎とともに3番目の認定者（1984年認定）である。

## 概要
千葉県出身。祖父が大工だったことが木工芸に進むきっかけとなった。14歳で竹内不山に師事、茶の湯指物を修業するが、作品には刳物が多い。刳物は素材を手彫りで削って窪みを作り、主に容器などに造形する。桐材を好む。

## 経歴
- 1912年　千葉県千葉市検見川生まれ
- 1962年　第9回日本伝統工芸展入選
- 1980年　日本工芸会木竹工部会長
- 1983年　勲4等瑞宝章
- 1984年　重要無形文化財「木工芸」保持者に認定